# Loubressac
Loubressac település Franciaországban, Lot megyében. Lakosainak száma 514 fő (2022. január 1.). Loubressac Autoire, Gintrac, Mayrinhac-Lentour, Padirac, Prudhomat, Thégra és Saint-Jean-Lagineste községekkel határos.

## Népesség
A település népességének változása:
| Lakosok száma | 417  | 405  | 449  | 458  | 533  | 545  | 537  | 512  | 511  | 514  |
|               | 1968 | 1982 | 1990 | 2006 | 2013 | 2015 | 2017 | 2019 | 2020 | 2022 |